# Пришнигарбха
Пришнига́рбха — аватара Вишну в индуизме, явившаяся перед великим святым Дхрувой. Описывается, что Пришнигарбха создал планету Дхрувалоку как местообитание для Дхрувы. В Сатья-югу один из праджапати (прародителей человечества) Сутапа и его жена Пришни поклонялись Вишну с великой преданностью. Когда Вишну предстал перед ними, Сутапа и Пришни стали молить его о том, чтобы он послал им сына, подобного себе. В ответ Вишну пообещал собственнолично родиться три раза как их сын в трёх разных жизнях. В первый раз Вишну пришёл как Пришнигарбха, сын Сутапы и Пришни. В этом своём воплощении Вишну учил людей важности брахмачарьи. Затем он пришёл как Вамана, сын Адити и Кашьяпы. В своём третьем воплощении Вишну пришёл как Кришна, сын Васудевы и Деваки.